# President van IJsland
De President van IJsland (IJslands: Forseti Íslands) is het staatshoofd van de republiek IJsland. De grondwet bepaalt dat de regering van IJsland samen met de president de uitvoerende macht vormt. De president wordt via algemeen kiesrecht gekozen voor een termijn van vier jaar. Zijn of haar rol is overwegend symbolisch en ceremonieel. Wel heeft de president het vetorecht over de door het parlement (de Alþingi) aangenomen wetgeving en kan die in een volksraadpleging voorleggen aan de bevolking. 
Sinds 1944, toen de republiek werd uitgeroepen, heeft IJsland zeven presidenten gekend. Sinds 2024 is Halla Tómasdóttir president van IJsland.
De ambtswoning van de president heet Bessastaðir en is gesitueerd in Álftanes, even buiten de hoofdstad Reykjavik.